# Kuba-Anderssons villa

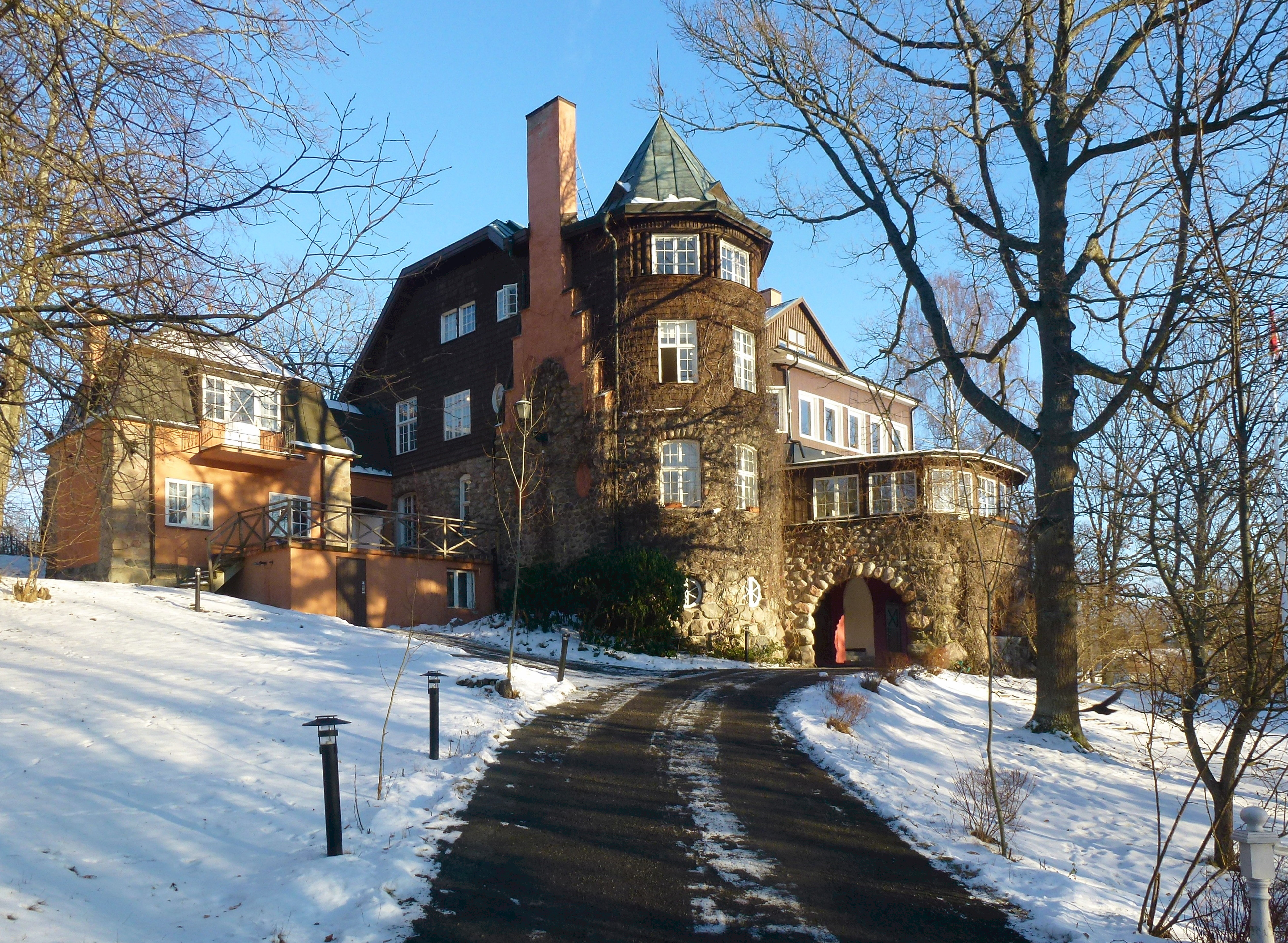
Villan sedd från Auravägen, januari 2014.

Kuba-Anderssons villa (eller Cuba-Anderssons villa) på Auravägen 14 i kvarteret Odinslund 9 är en kulturhistoriskt intressant villafastighet i Djursholm, Danderyds kommun. Villan uppfördes 1898-1901 efter ritningar av arkitekt Rudolf S. Enblom och är ett exempel för hans originella arkitekturstil. Villans namn härrör från byggherren, svensk-amerikanen John Frans Andersson, kallad ”Kuba-Andersson”. 

## Beskrivning

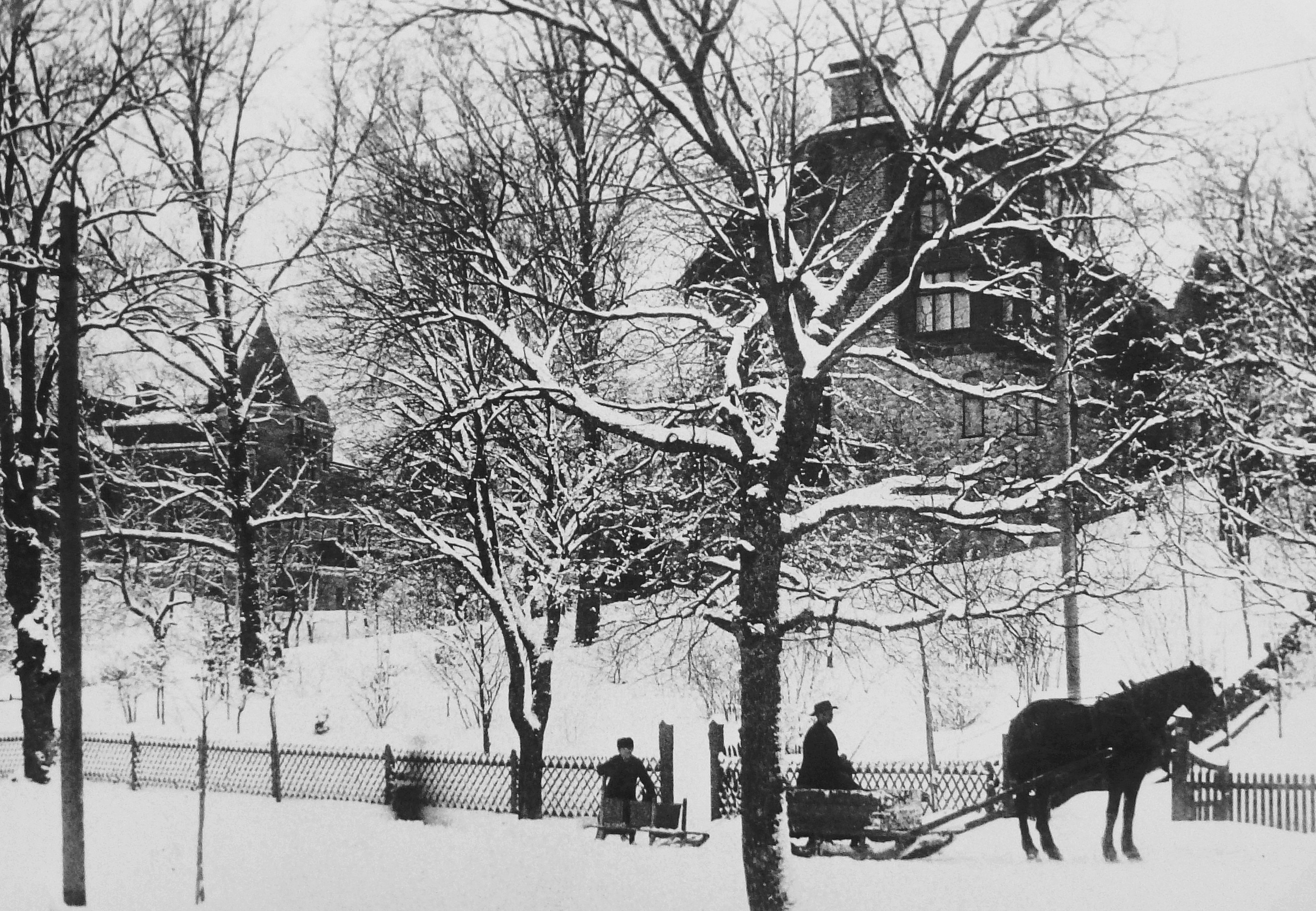
Villan omkring 1905 med Villa Mittag-Leffler i bakgrunden, innan Bobergs ombyggnad.

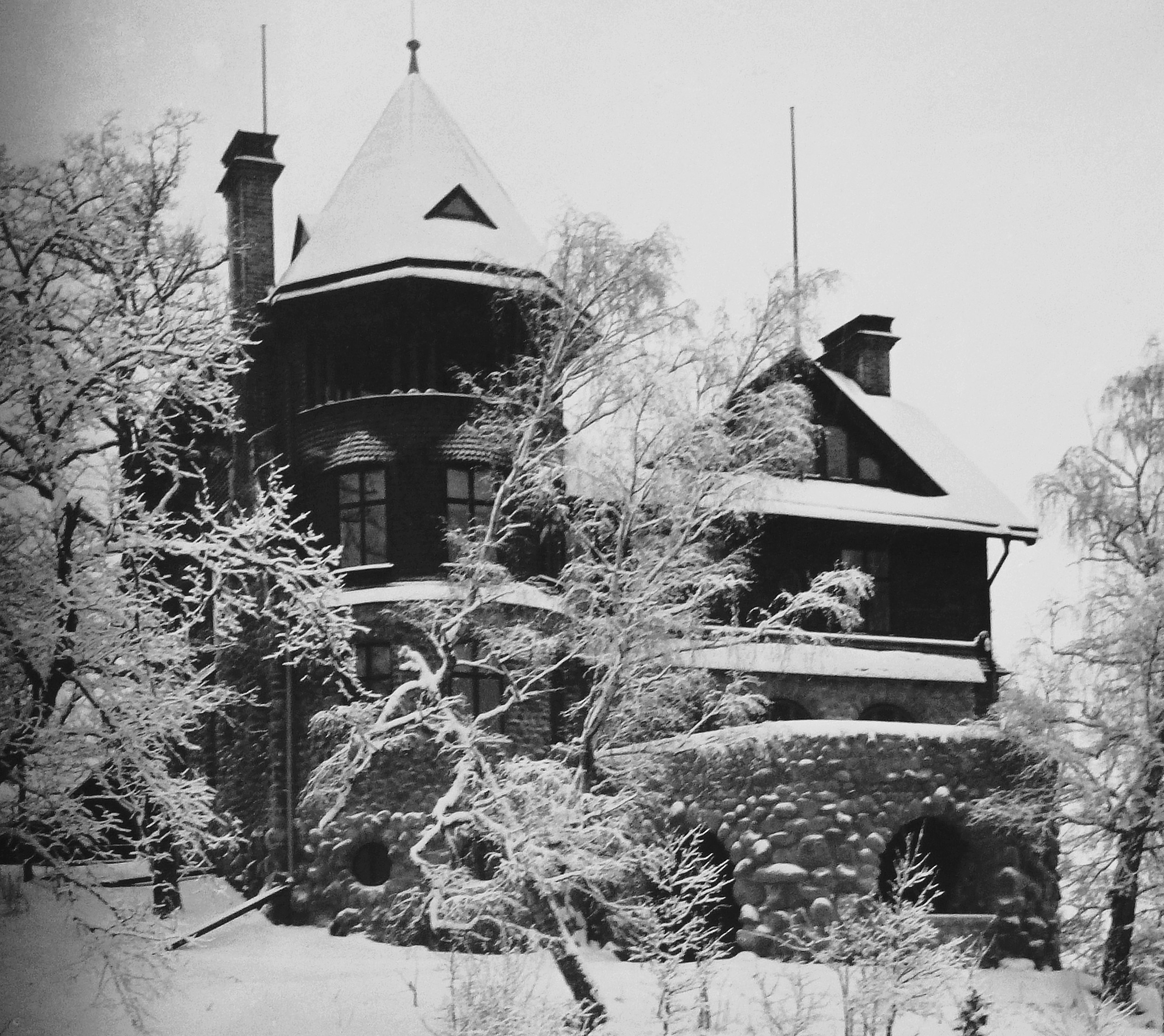
Villan omkring 1910.

### Arkitekt
Rudolf S. Enblom bodde från 1891 och fram till sin död 1945 i Djursholm. Den egna villan (Villa Enblom) på Auravägen 16 skapade han 1891. Utöver sin egen villa ritade han ett 40-tal villor i den nya villastaden Djursholm. Längs Auravägen finns ytterligare en villa som Enblom ritade, nämligen Auravägen 14.  Tillsammans med Villa Mittag-Leffler i kvarteret Midgård (Auravägen 19) som 1906 fick ett helt nytt utseende genom arkitekt Ferdinand Boberg utgör dessa tre byggnader en av kommunens intressantaste miljöer från tiden kring sekelskiftet 1900.

### Byggherre
Byggherre var svensk-amerikanen John Frans Andersson (född 1848) även kallat ”Kuba-Andersson”. Som yngling emigrerade han till USA och blev så småningom känd byggnadsingenjör med specialområden broar, tunnlar och hamnar i olika delar av Nordamerika, i Venezuela, Peru, England, Australien. Han hade utvecklat en metod att bygga bropelare under vatten, som ingen före honom hade lyckats med. Framför allt var han verksam på Kuba (därav smeknamnet), där han även ägde en gruva, som gjorde honom förmögen. Mellan åren 1915 och 1922 var han USA:s vice generalkonsul i Köpenhamn. År 1922 flyttade han tillbaka till USA där han avled 1927 i San Diego.

### Byggnad
Huset uppfördes 1898-1899 på en stor hörntomt belägen mellan Auravägen och Stockholmsvägen (numera Henrik Palmes allé). Byggnaden består av flera volymer med olika höjd och med en fantasirik yttre gestaltning.  Enblom var känd för sin originella arkitekturstil, men här hade även byggherren, ”Kuba-Andersson”, kommit med synpunkter på utformningen. Huset är ritat i en tung, borgliknande 1890-talsarkitektur. Här finns bland mycket annat ett hörntorn, flera burspråk, diverse utbyggnader, därav en med underliggande valv och på gaveln mot Henrik Palmes allé reser sig en hög, utanpåliggande skorsten. Byggnadens sockel består av kraftig natursten och fasadernas nedre delar är utförda i rustik stil med inmurad kullersten. De övre våningarna är klädda med tjärad spån.

### Ägare
John Frans Andersson med hustru bodde kvar i villan till 1906, därefter finns på den adressen (dåvarande Stockholmsvägen) professor Pontus Erland Andersson Fahlbeck (född 1850). Han var bland annat riksdagsledamot, historiker och kommunalpolitiker och bodde här fram till sin död 1928. År 1963 inköptes egendomen av Tora Enblom och sedan slutet av 1980-talet är villan residens för Egyptens ambassadör i Stockholm.

## Bilder

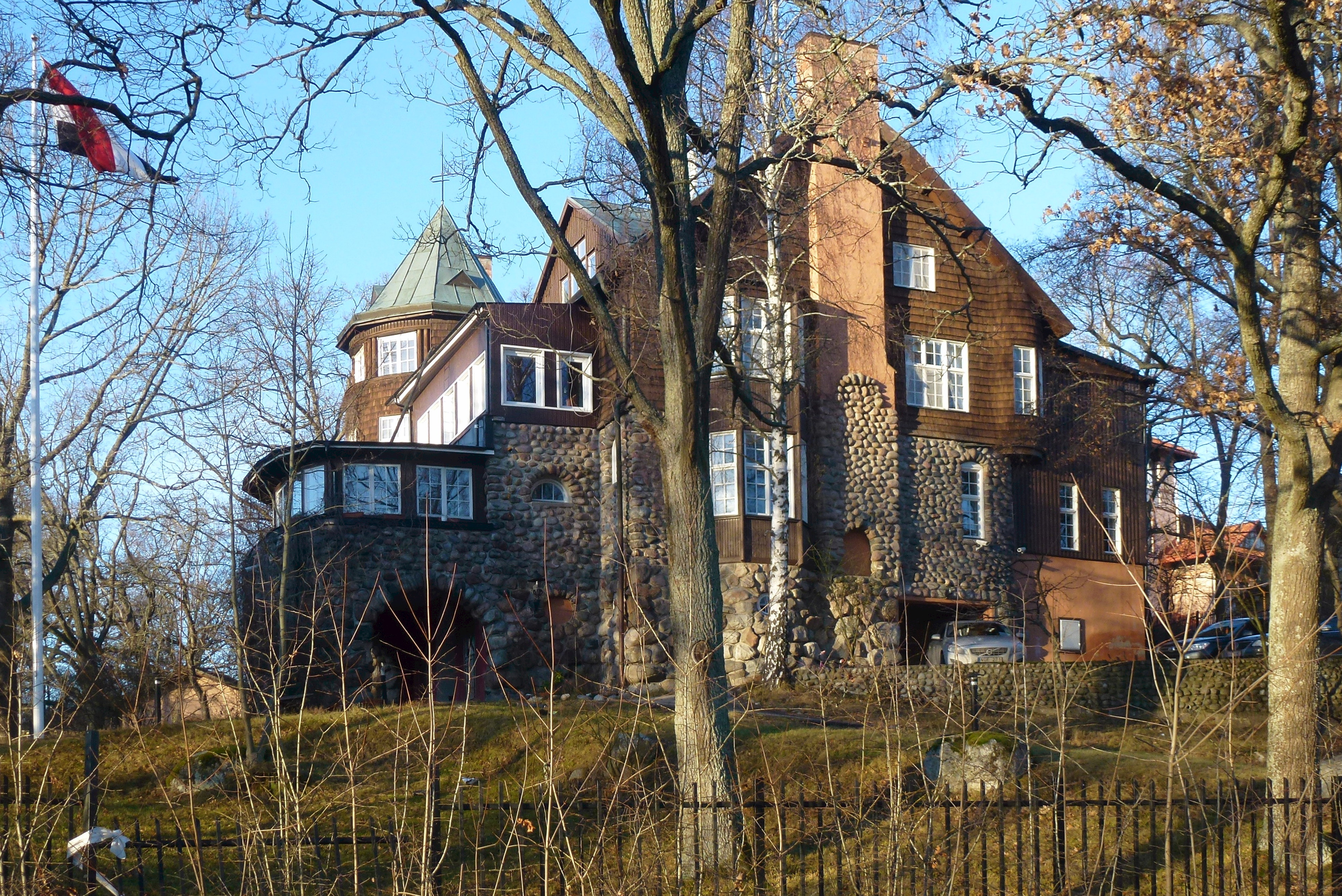
Fasad mot Henrik Palmes allé.
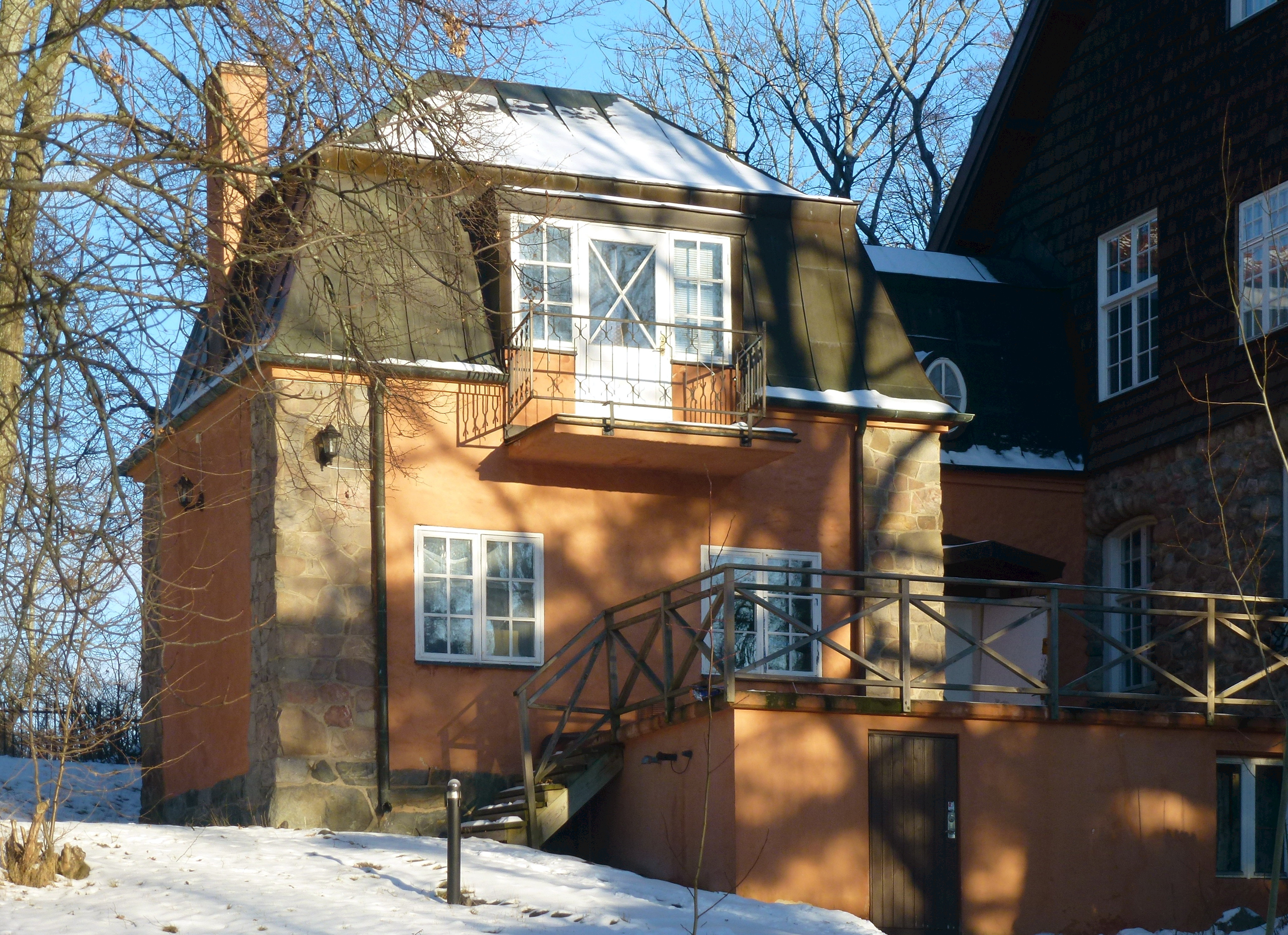
Annexet mot Auravägen.
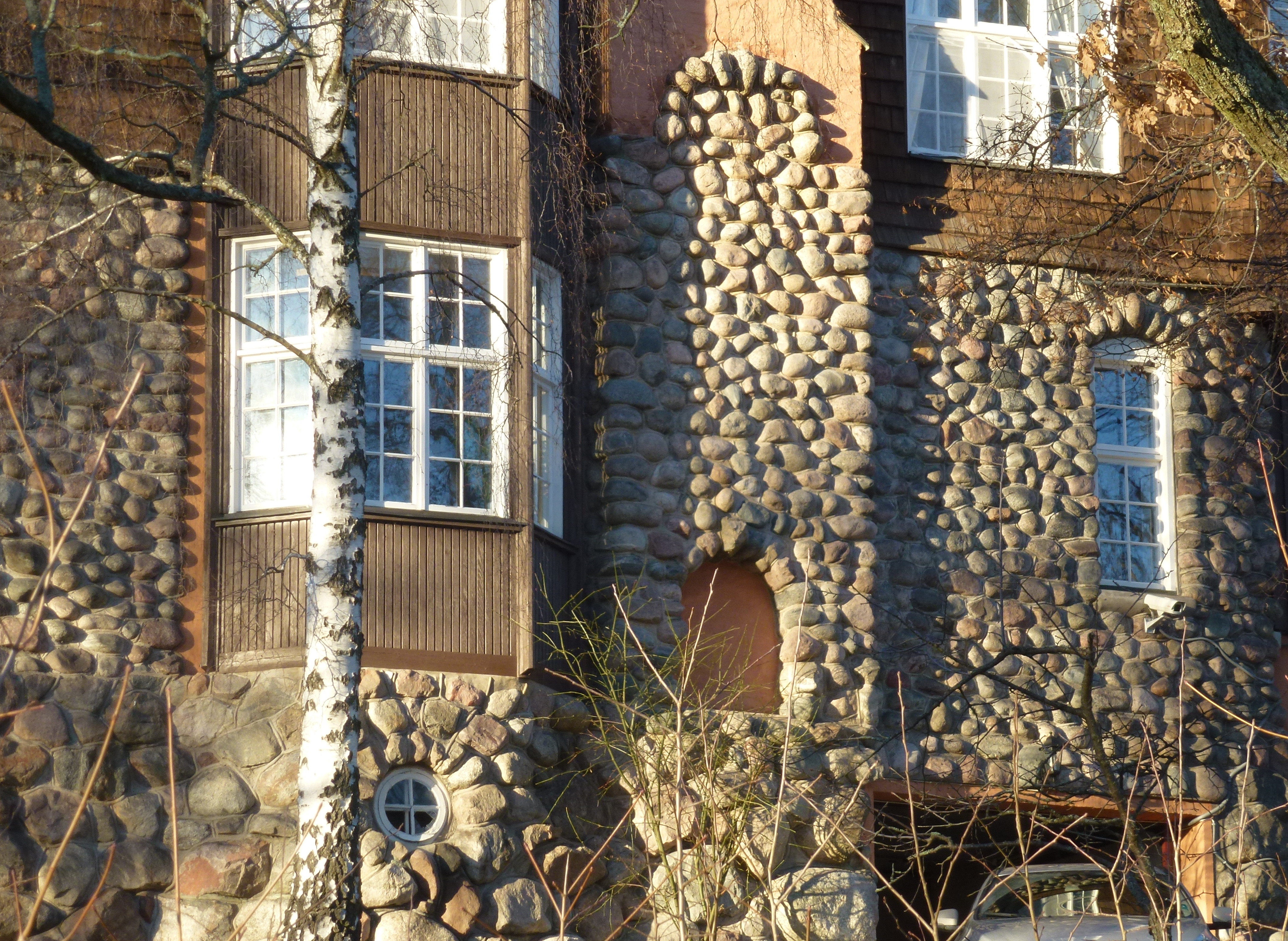
Fasadernas nedre delar med inmurad kullersten.
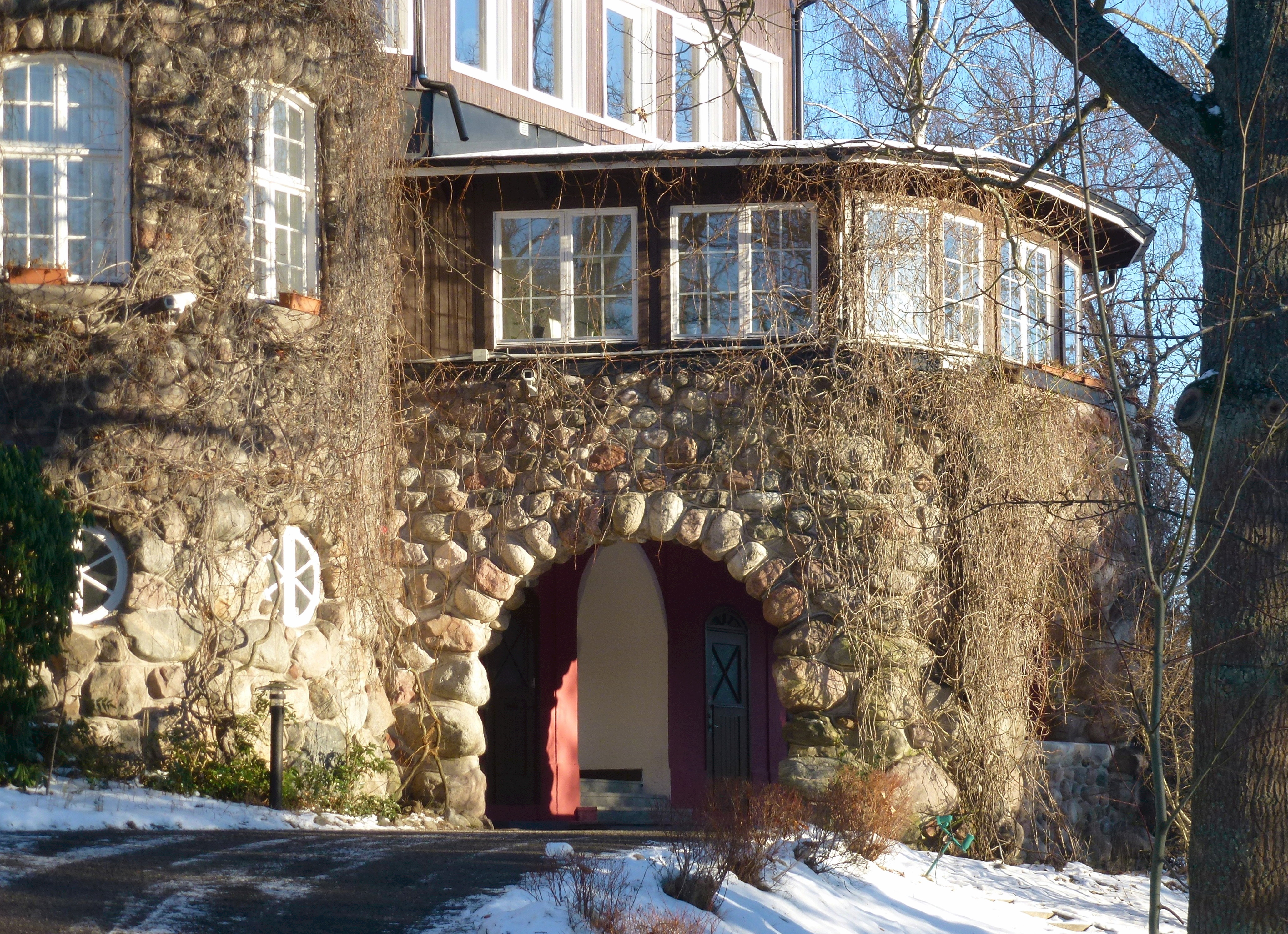
Valv med inmurat kullersten.